# 陈英士纪念塔
陈英士先生纪念塔是爲紀念辛亥革命中沪军都督陳其美在1911年11月光复上海的功绩而興建的紀念建築物。該塔坐落於上海南市老西门以北民国路（今人民路）、中华路、方浜路口。它奠基于1930年5月18日，即陳其美被暗杀14周年之日；建成于1930年11月3日，即上海光复19周年纪念日。塔高27米，形制敦厚，并可循铁梯登塔顶瞭望城市风光。1949年之後，紀念塔被拆除。

## 背景
陳其美，字英士，浙江湖州人，清末民初革命家、政治家。1911年武昌起義後，陳其美參與上海的起義，並在上海光復後被推舉爲滬軍都督。此後，陳其美又在上海積極組織反袁活動。1916年5月18日，陳其美在上海法租界遇刺身亡。
1929年7月1日，國民黨中央常務委員會確定了28個紀念日，其中包括定於陳其美、朱執信和廖仲愷三位元勳的犧牲日的革命紀念日。1930年7月，國民黨中央宣傳部向中央常務委員會請示，將紀念日的數量減到18個，並將陳其美等人的犧牲日確立爲黨定紀念日。

## 歷史
1927年時，在陳其美生前與他關係親密的蔣中正與上海特別市市長黃郛曾提議在上海建立陳英士紀念塔，後因場地選擇問題和黃郛本人任期短暫，加之蔣於同年8月下野，這一提議遭到了擱置。張羣出任市長後，陳英士紀念塔的修建再次被提上日程。1930年5月18日（即陳英士殉國紀念日），舉行陳英士紀念塔奠基典禮，預期於同年十一月六日完工以便於在上海光復紀念日落成開幕。
一九五十年代（一說六十年代），陈英士纪念塔遭到拆除。

## 相冊

陳其美夫人和陳其業在紀念塔開幕儀式上
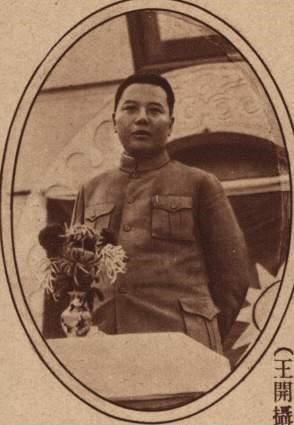
上海市長張羣在開幕式上演說

### 引用
1. ↑  上海建筑施工志 1997.
2. ↑  吴延钊 2021，第83頁.
3. ↑  高伟军 2014，第302頁.
4. 1 2  韩瑞韬 2017，第199頁.
5. ↑  上海特別市政府 1930.
6. ↑  景智宇 2017.
7. ↑  熊月之 2011.

### 來源
- 韩瑞韬. . 长江丛刊. 2017-09, (25): 199-200. CN 42-1853/I. ISSN 2095-7483 （中文（中国大陆））.
- 韩瑞韬.  (碩士论文). 上海師範大學. 2018年5月 （中文（中国大陆））.
- 《上海建筑施工志》编纂委员会. . . 上海社会科学院出版社. 1997  [2023-01-17]. ISBN 7-80618-378-7. （原始内容存档于2023-01-17） （中文（中国大陆））.
- 熊月之. . 国学网中国经济史论坛. 2011-10-11  [2023-01-17]. （原始内容存档于2023-01-17） （中文（中国大陆））.
- 高伟军. . 黑龙江史志. 2014, (330): 302-305. CN 23-1035/K. ISSN 1004-020X.
- 景智宇. . 辛亥革命网. 2017-03-02  [2023-01-17]. （原始内容存档于2023-09-10） （中文（中国大陆））.
- 吴延钊. . 上海地方志. 2021, (2021年第3期): 83-93. CN 31-2122/K. ISSN 2096-2444.
- . 上海特別市政府公報 (上海特别市政府). 1930, (56): 12-13 （中文（繁體））.